# L’Envol des pionniers

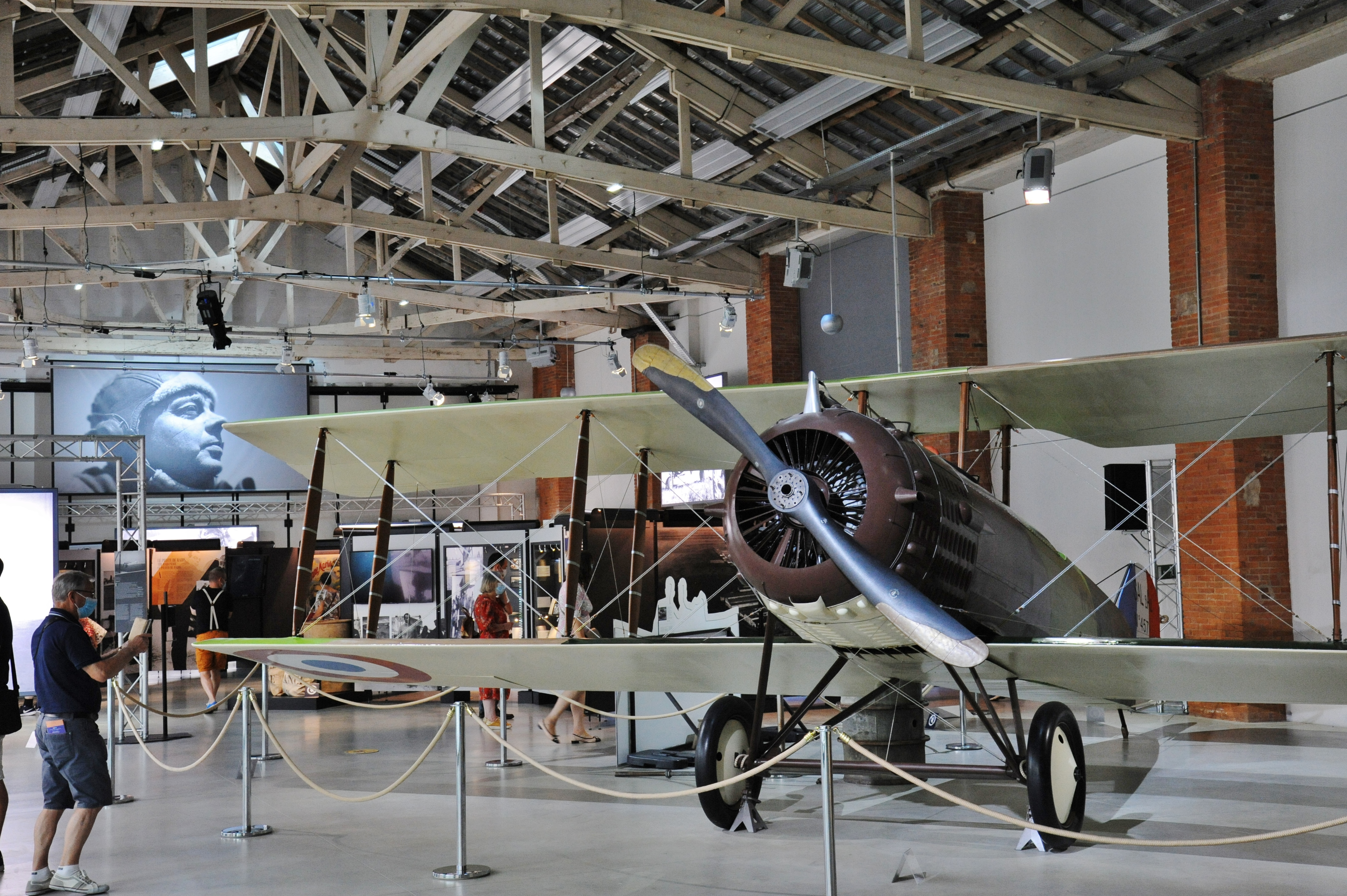
L’Envol des pionniers

L’Envol des pionniers ist ein Luftfahrtmuseum in Toulouse, Frankreich. Es zeichnet die Geschichte der Luftfahrt in Toulouse, insbesondere des Luftfahrtunternehmens Aéropostale, nach.
Es befindet sich auf der stillgelegten Start- und Landebahn des ehemaligen Flugplatzes Toulouse-Montaudran und ist Teil des Toulouse Aerospace La Piste des Géants-Projekts, das die glorreichen Tage der Aéropostale und der Halle de La Machine ins Rampenlicht rücken soll. Unter anderem wird die Ausrüstung gezeigt, die von Piloten der Aéropostale und der Linien der Latécoère wie Jean Mermoz, Henri Guillaumet und Antoine de Saint-Exupéry verwendet wurde.

## Geschichte
Das Museum wurde am 22. Dezember 2018 eingeweiht, fast 100 Jahre nach dem Erstflug der ersten zivilen Flugverbindung nach Barcelona.
Vorangegangen waren zwanzigjährige Bemühungen interessierter Vereine, die beharrlich für die Gründung gekämpft hatten.
Im Eröffnungsjahr 2019 besuchten 40.000 Personen das Museum.

## Lage
Das Museum befindet sich im Stadtteil Montaudran gegenüber dem Wissenschaftskomplex Rangueil, Sitz der ENAC, der größten Luftfahrtuniversität Europas, und dem SUPAERO, der ältesten Luftfahrtschule der Welt.